# Поповьян, Иван Минаевич
Иван Минаевич Поповьян (1901—1964) — советский хирург, участник советско-финской и Великой Отечественной войн — армейский и фронтовой хирург; профессор, заведующий кафедрой общей хирургии, ректор Саратовского медицинского института (1948—1953).

## Биография
И. М. Поповьян родился 13 мая 1901 года в г. Баку в семье учителя и домашней хозяйки. Среднее образование он получил в г. Баку, окончив в 1917 г. учебное заведение, после этого вступил добровольцем в Отдельную Кавказскую Красную Армию (Астрахань), откуда демобилизовался в 1919 г.
В 1921 г. И. М. Поповьян поступает на медицинский факультет МГУ, который окончил в 1926 г. и был зачислен в клиническую ординатуру при клинике факультетской хирургии, руководил которой известный хирург профессор Николай Нилович Бурденко.
После окончания ординатуры И. М. Пововьян зачисляется в аспирантуру, по окончании которой в 1930 г., продолжает работать на этой же кафедре в должности ассистента. К этому периоду относятся его научные исследования в области легочной патологии, доложенные им на съездах хирургов в 1929 и 1935 г.г. В 1939 г. И. М. Поповьян успешно защитил кандидатскую диссертацию на тему: «Клиника и хирургическое лечение абсцессов легких». С начала Великой Отечественной войны, по рекомендации, данной Н. Н. Бурденко, И. М. Поповьян назначается главным хирургом армии, а затем и фронта. Всю войну военврач 1-го ранга И. М. Поповьян прошёл на передовой и занимался организацией оказания медицинского обслуживания раненых.
Подполковник медицинской службы. В Красной Армии в 1918—1919 гг. и с 1939 г. Участник Гражданской войны. В Советско-финляндскую войну — начальник отделения ВГ.
С июля 1941 г. по ноябрь 1942 г. служил на Западном фронте начальником ВГ, армейским хирургом 30 А (сент.-нояб. 1941) и 5 А. Затем был главным хирургом Северной группы войск Закавказского, а с февраля 1943 г. — Северо-Кавказского фронтов. В последующем — армейский хирург 2 гв. армии в составе 4-го Украинского (дек. 1943 — май 1944), 1-го Прибалтийского (до дек. 1944) и 3-го Белорусского фронтов (до конца войны).
Возглавлял ВГ в Смоленском сражении. Руководил хирургами армий в Московской битве, а фронта — в битве за Кавказ. Организовал хирургическую помощь в армиях в Крымской, Белорусской, Восточно-Прусской и др. операциях. Уволен из ВС в 1948 г.
В сентябре 1945 г. Иван Минаевич направлен на военный факультет ЦИУ врачей (г. Москва) для подготовки к защите докторской диссертации. Свой опыт военно-полевого хирурга он обобщил в докторской диссертации: «Хирургическое обеспечение 2-й Гвардейской армии в боях за Крым и штурм Севастополя, 1944 г.», защищенной им 28 октября 1946 г. Приказом министра здравоохранения РСФСР № 640 /л от 9.02.1948 г Иван Минаевич Поповьян назначается директором Саратовского медицинского института и заведующим кафедрой общей хирургии. На кафедре общей хирургии он проработал недолго — один семестр.
После смерти академика С. Р. Миротворцева в сентябре 1949 г. профессор И. М. Поповьян был избран заведующим кафедрой факультетской хирургии Саратовского медицинского института, которую возглавлял до конца жизни. В должности ректора института он проработал до 1953 г.
Под руководством профессора И. М. Поповьяна получила широкое развитие желудочная хирургия, лечение эхинококкоза печени и легких, заболеваний щитовидной железы, хирургия мочевыводящих путей, вопросы пред- и послеоперационного ухода за больными. Кафедра широко внедряла эндотрахеального и потенцированного наркоза. Благодаря профессору И. М. Поповьяну с осени 1957 г. в клинике стало функционировать торакальное отделение. Наряду с многочисленными операциями на легких с 1960 стала производиться резекция пораженного раком грудного отдела пищевода с последующим замещением его отрезком толстого кишечника.
Награждён за боевые заслуги орденами «Боевого Красного Знамени», «Отечественной войны 1 степени», двумя орденами «Красной Звезды», медалями «За отвагу», «За оборону Кавказа», «За взятие Кенигсберга», «За оборону Москвы», «За победу над Германией». И. М. Поповьян подготовил целый ряд хирургов и научных работников.
Его перу принадлежит более 50 научных работ. Под его руководством на кафедре выполнено свыше 200 научных работ, посвященных различным разделам хирургии; защищено 14 кандидатских диссертаций.
Его ученики — Т. А. Куницына, В. Н. Кошелев, Б. В. Крапивин, А. Т. Староверов стали профессорами, заведующими кафедрами;
Умер Иван Минаевич Поповьян 18 апреля 1964 года от повторного инфаркта миокарда.